# 2020
2020 (MMXX) je bilo prestopno leto, ki se je po gregorijanskem koledarju začelo na sredo.
Generalna skupščina Združenih narodov je leto 2020 razglasila za mednarodno leto zdravja rastlin.

## Dogodki

### Januar–junij
- 2. januar – Zaradi posebno obsežnih požarov v divjini, ki so divjali od decembra 2019, je vlada Novega Južnega Walesa v Avstraliji razglasila izredno stanje, vlada Viktorije pa katastrofo.
- 27. januar – Marjan Šarec je sporočil, da odstopa s položaja predsednika Vlade Republike Slovenije.
- 30. januar – Svetovna zdravstvena organizacija je razglasila javnozdravstveno krizo mednarodnih razsežnosti zaradi izbruha novega seva koronavirusa, ki se je začel konec leta 2019 v kitajskem mestu Vuhan.
- 31. januar – Združeno kraljestvo je formalno izstopilo iz Evropske unije.
- 5. februar – Senat Združenih držav Amerike je oprostil ameriškega predsednika Donalda Trumpa ustavnih obtožb o zlorabi moči in oviranju Kongresa.
- 4. marec – Odkrit je bil prvi primer širjenja epidemije nove koronavirusne bolezni v Sloveniji.
- 9. marec – Črni ponedeljek: Na svetovnih borzah je zaradi skrbi nad širjenjem nove koronavirusne bolezni in trgovinskega spopada med Rusijo in Saudovo Arabijo glede cen surove nafte prišlo do največjega padca od velike recesije leta 2008.
- 11. marec – Svetovna zdravstvena organizacija je uradno opredelila širjenje nove koronavirusne bolezni za pandemijo.
- 12. marec – Vlada Republike Slovenije je razglasila epidemijo nove koronavirusne bolezni in aktivirala državni načrt zaščite in reševanja.
- 13. marec – V državnem zboru Republike Slovenije je bila potrjena 14. vlada Republike Slovenije pod vodstvom premierja Janeza Janše.
- 17. marec – Evropska unija je zaprla zunanje meje v poskusu omejevanja širjenja nove koronavirusne bolezni.
- 27. marec – Severna Makedonija je postala 30. članica zveze NATO.
- 30. marec – Vlada Republike Slovenije je sprejela prepoved zbiranja ljudi na javnih mestih in gibanja zunaj občine prebivališča za omejevanje širjenja nove koronavirusne bolezni.
- 2. april – Skupno število potrjeno obolelih za COVID-19 na svetu je preseglo milijon.
- 18. april – Vlada Republike Slovenije je začela sproščati omejitve javnega življenja v Sloveniji.
- 20. april – Cene surove nafte so dosegle rekordno nizke vrednosti, indeks West Texas Intermediate pa je padel celo v negativne vrednosti.
- 2. maj – V Sloveniji prvič od začetka epidemije ni bila potrjena nobena nova okužba z virusom SARS-CoV-2.
- 30. maj – Raketa Falcon 9 podjetja SpaceX je poletela z dvema astronavtoma proti Mednarodni vesoljski postaji, kot prvi vesoljski polet s človeško posadko zasebnega podjetja v zgodovini in prvi ameriški po koncu programa Space Shuttle leta 2011.
- 31. maj – V Sloveniji je bila preklicana razglasitev epidemije nove koronavirusne bolezni, dan prej je bil deaktiviran državni načrt zaščite in reševanja ob pojavu epidemije nalezljive bolezni pri ljudeh, v veljavi pa so ostale nekatere omejitve javnega življenja.
- 16. junij – severnokorejske oblasti so po več dneh zaostrovanja retorike proti Južni Koreji razstrelile stavbo urada za odnose med Korejama v mestu Kaesong.
- 28. junij – Skupno število potrjeno obolelih za COVID-19 na svetu je preseglo 10 milijonov, število smrtnih žrtev pa pol milijona.

### Julij–december
- 10. julij
  - Bolgarija in Hrvaška sta pristopili k mehanizmu ERM-2, ključnemu koraku pred uvedbo evra.
  - Turški predsednik Recep Tayyip Erdoğan je podpisal odlok, s katerim Hagija Sofija znova postane mošeja.
- 13. julij – Ob stoti obletnici fašističnega požiga Narodnega doma v Trstu sta predsednik Slovenije Borut Pahor in predsednik Italije Sergio Mattarella podpisala sporazum o vrnitvi zgradbe slovenski skupnosti.
- 30. julij – Ameriška vesoljska agencija NASA je izstrelila robotsko odpravo Mars 2020, ki bo prinesla vzorce kamnin z Marsa.
- 4. avgust – požar in več eksplozij v skladišču amonijevega nitrata so prizadele pristaniški del mesta Bejrut v Libanonu.
- 9. avgust – Za zmagovalca beloruskih predsedniških volitev je bil šestič razglašen Aleksander Lukašenko, kar je zanetilo množične proteste po vsej državi, potem ko opozicijska kandidatka Svetlana Tihanovska zavrne izide volitev.
- 25. avgust – Komisija Svetovne zdravstvene organizacije je sporočila, da je otroška paraliza iztrebljena iz Afrike.
- 3. september – Po več prestavitvah sta bila izstreljena prva slovenska satelita satelita Nemo HD in Trisat.
- 4. september:
  - Kosovo in Srbija sta podpisala sporazum o normalizaciji ekonomskih odnosov.
  - Vlada Republike Slovenije je sprejela odlok o obveznem nošenju obraznih mask v zaprtih javnih prostorih zaradi ponovnega povečevanja števila okuženih z novim koronavirusom in obolelih za COVID-19 v državi.
- 15. september – Združeni arabski emirati in Bahrajn so sklenili Abrahamski dogovor z Izraelom o vzpostavitvi diplomatskih odnosov kot prvi zalivski državi, ki sta priznali Izrael.
- 20. september – Tadej Pogačar je kot prvi Slovenec zmaga na najprestižnejši kolesarski dirki Tour de France, drugi je Primož Roglič.
- 27. september – Armenija, Gorski Karabah in Azerbajdžan so zaradi zaostritve konflikta v Gorskem Karabahu razglasili vojno stanje.
- 15. oktober – Zaradi hitrega povečevanja števila okuženih z novim koronavirusom in obolelih za COVID-19 so bile uvedene omejitve prehajanja med statističnimi regijami v Sloveniji in zbiranja ljudi, zapovedano je bilo nošenje obraznih mask na vseh javnih krajih in šolanje starejših otrok na daljavo.
- 19. oktober – Vlada Republike Slovenije je znova razglasila epidemijo COVID-19, prepovedano je bilo združevanje več kot 6 ljudi in prehajanje med statističnimi regijami, ukinjene so bile gostinske in športne dejavnosti, z 20. oktobrom je bila razglašena tudi epidemiološka ura.
- 3. november – V Združenih državah Amerike so potekale predsedniške volitve.
- 5. november – V Ljubljani so izbruhnili nasilni nemiri, med katerimi je policija proti izgrednikom uporabila vodni top in prvič v zgodovini Slovenije tudi gumijaste naboje.
- 1. december – Po 57 letih delovanja se je zrušilo ogrodje glavnega teleskopa observatorija Arecibo v Portoriku.
- 5. december – Japonska vesoljska sonda Hayabusa2 se je uspešno vrnila na Zemljo z vzorci asteroida 162173 Ryugu.
- 8. december – V Združenem kraljestvu se je začelo cepljenje proti povzročitelju covida-19 s prvim odobrenim cepivom proizvajalca Pfizer.
- 24. december – Združeno kraljestvo in Evropska unija sta tik pred koncem prehodnega obdobja po izstopu države iz unije dosegla dogovor o prihodnjih trgovinskih ter varnostnih odnosih, s čimer sta preprečita »trdi Brexit«.
- 27. december – Cepljenje proti povzročitelju covida-19 se je začelo tudi v Sloveniji.
- 29. december – Potres z epicentrom na Hrvaškem, ki so ga čutli po vsej Sloveniji, je delno uničil mesto Petrinja in okoliške vasi.

## Rojstva
- 10. maj – Princ Charles Luksemburški, luksemburški princ in prestolonaslednik

## Smrti
- 3. januar – 
  - Abu Mahdi al-Muhandis, iraško-iranski politik in general (* 1954)
  - Kasim Sulejmani, iranski general (* 1957)
- 12. januar – Roger Scruton, britanski filozof (* 1944)
- 21. januar – Terry Jones, valižanski igralec, avtor, tekstopisec in režiser (* 1942)
- 26. januar – Kobe Bryant, ameriški košarkar (* 1978)
- 31. januar – 
  - Mary Higgins Clark, ameriška pisateljica (* 1927)
  - Janez Stanovnik, slovenski ekonomist in politik (* 1922)
- 5. februar – Kirk Douglas, ameriški filmski igralec judovskega rodu (* 1916)
- 15. februar – Janez Zmazek - Žan, slovenski kitarist in pevec (* 1952)
- 24. februar – Katherine Johnson, ameriška matematičarka (* 1918)
- 25. februar – Hosni Mubarak, egiptovski politik in general (* 1928)
- 26. februar – Nexhmije Hoxha, albanska političarka in žena diktatorja Enverja Hoxhe (* 1921)
- 28. februar – Freeman John Dyson, ameriški matematik in fizik (* 1923)
- 2. marec – Ulay, nemški umetnik (* 1943)
- 4. marec – Javier Pérez de Cuéllar,  perujski diplomat in politik (* 1920)
- 8. marec – Max von Sydow, švedski igralec (* 1929)
- 17. marec – Betty Williams, irska aktivistka, nobelovka (* 1943)
- 18. marec – Peter Musevski, slovenski igralec (* 1965)
- 20. marec – 
  - Borislav Stanković, srbski košarkar, trener in športni funkcionar (* 1925)
  - Kenny Rogers, ameriški glasbenik (* 1938)
- 23. marec – Marjan Jerman, slovenski novinar (* 1953)
- 29. marec – 
  - Krzysztof Penderecki, poljski skladatelj in dirigent (* 1933)
  - Philip Warren Anderson, ameriški fizik, nobelovec (* 1923)
- 30. marec – Bill Withers, ameriški glasbenik (* 1938)
- 5. april – Eleanor Margaret Peachey Burbidge, britanska astronomka in astrofizičarka (* 1919)
- 11. april – 
  - Alojz Uran, slovenski nadškof (* 1945)
  - John Horton Conway, angleški matematik (* 1937)
- 12. april – Stirling Moss, britanski dirkač (* 1929)
- 27. april – France Bernik, slovenski literarni zgodovinar in pisatelj (* 1927)
- 9. maj – Little Richard, ameriški kantavtor (* 1932)
- 11. maj – 
  - Jerry Stiller, ameriški igralec (* 1927)
  - Tone Škarja, slovenski alpinist, gorski reševalec in pisatelj (* 1937)
- 17. maj – Aleksandra Kornhauser Frazer, slovenska kemičarka (* 1926)
- 1. junij – Janez Kocijančič, slovenski politik, gospodarstvenik in športni funkcionar (* 1941)
- 8. junij – Pierre Nkurunziza, burundijski politik (* 1941)
- 17. junij – Igor Vuk Torbica, srbski gledališki režiser (* 1987)
- 19. junij – 
  - Ian Holm, angleški igralec (* 1931)
  - Franci Planinšek, slovenski lepotni kirurg (* 1962)
  - Carlos Ruiz Zafón, španski pisatelj (* 1964)
- 6. julij – Ennio Morricone, italijanski skladatelj (* 1928)
- 25. julij – Peter Green, angleški glasbenik (* 1946)
- 26. julij – Olivia de Havilland, britansko-ameriška igralka (* 1916)
- 3. avgust – John Hume, severnoirski politik, nobelovec (* 1937)
- 28. avgust – Chadwick Boseman, ameriški igralec (* 1976)
- 31. avgust – Pranab Mukherjee, indijski politik (* 1935)
- 6. september – Vaughan Jones, novozelandski matematik (* 1952)
- 11. september – Toots Hibbert, jamajški glasbenik (* 1942)
- 18. september – Ruth Bader Ginsburg, ameriška pravnica (* 1933)
- 29. september – Sabah Al Ahmed Al Džaber Al Sabah, kuvajtski emir in častnik (* 1929)
- 4. oktober – Kenzo Takada, japonski modni oblikovalec (* 1939)
- 6. oktober – Eddie Van Halen, ameriški kitarist (* 1955)
- 7. oktober – Mario Molina, mehiški kemik, nobelovec (* 1943)
- 25. oktober – Neda Pagon, slovenska sociologinja (* 1941)
- 29. oktober – Jože Hrovat, slovenski igralec (* 1955)
- 31. oktober – Sean Connery, škotski igralec (* 1930)
- 8. november – Miro Steržaj, slovenski kegljač, gospodarstvenik in politik (* 1933)
- 9. november – Igor Žužek, slovenski dramski in filmski igralec (* 1960)
- 10. november – Amadou Toumani Touré, malijski politik (* 1948)
- 12. november – Masatoši Košiba, japonski fizik, nobelovec (* 1926)
- 14. november – Peter Florjančič, slovenski izumitelj (* 1919)
- 21. november – Jožef Smej, slovenski škof, teolog, pesnik, pisatelj in prevajalec (* 1922)
- 22. november
  - Mustafa Nadarević, bosansko-hercegovsko-hrvaški igralec (* 1943)
  - Zora Konjajev, slovenska zdravnica pediatrinja (* 1921)
- 25. november – Diego Maradona, argentinski nogometaš in nogometni trener (* 1960)
- 1. december – Marija Itkina, beloruska atletinja (* 1932)
- 12. december
  - John le Carré, angleški pisatelj (* 1931)
  - Jack Steinberger, nemško-ameriški fizik, nobelovec (* 1921)
- 14. december – Ivan Marinček, slovenski snemalec in montažer (* 1922)
- 15. december – Dušan Mlinšek, slovenski gozdni znanstvenik (* 1925)
- 17. december – Jeremy Bulloch, britanski igralec (* 1945)
- 23. december – Stella Tennant, britanska manekenka (* 1970)
- 24. december – Mojmir Sepe, slovenski skladatelj zabavne glasbe in dirigent (* 1930)
- 29. december – Pierre Cardin, francoski modni oblikovalec (* 1922)
- 31. december – Dušan Jovanović, slovenski dramatik, režiser, esejist (* 1939)

## Nobelove nagrade
- fizika: Roger Penrose, Reinhard Genzel, Andrea M. Ghez
- fiziologija ali medicina: Harvey J. Alter, Michael Houghton, Charles M. Rice
- kemija: Emmanuelle Charpentier, Jennifer Doudna
- književnost: Louise Glück
- mir: Svetovni program za hrano
- ekonomija: Paul R. Milgrom, Robert B. Wilson